# アイザイア・カナアン
アイザイア・カナン(Isaiah Canaan 1991年5月19日 - )は、アメリカ合衆国ミシシッピ州ビロクシ出身のプロバスケットボール選手。ポジションはポイントガード。

## 来歴
マレー州立大学で4年間プレーした後に2013年のNBAドラフトで34位でヒューストン・ロケッツから指名されてNBA入り。しかしロケッツではDリーグで過ごす時間が多く、出場機会に恵まれなかった。
2015年2月19日、フィラデルフィア・76ersに移籍。これがカナンにとってはいい機会となり、出場時間は約25分までに増え、76ers加入後は平均12.6得点3.6アシストを記録した。
2016年7月12日、シカゴ・ブルズと契約した。
2017年9月24日、オクラホマシティ・サンダーとトレーニングキャンプに関する契約を結んだものの、シーズン開幕直前に解雇。10月25日にヒューストン・ロケッツと契約したが、4日後に解雇された。
2017年12月13日、エリック・ブレッドソーのトレードによってガードが欠落した穴を埋めるため、フェニックス・サンズと契約した。
2018年2月8日、サンズからウェイブされた。
2019年1月30日、ミネソタ・ティンバーウルブズと10日間契約を結んだ。2月11日、2度目の10間契約を結んだ。
2019年2月25日、ミルウォーキー・バックスと10日間契約を結んだ。3月3日、10日間契約の終了が発表された。
2019年8月22日、山東高速金星籃球倶楽部との契約が発表された。
2019年12月7日、ストックトン・キングスとの契約が発表された。

### ユーロカップ、ユーロリーグでのキャリア（2020-）
2020年7月19日、UNICSカザンとの契約が発表された。VTBユナイテッドリーグでは19試合に出場し、1試合平均26.8分の出場で15.6得点、2.7リバウンド、2.4アシストという成績、プレーオフでは5試合に出場し、1試合平均24.2分の出場で、9.2得点、2.6アシスト、2.2リバウンドという成績、ユーロカップでは23試合に出場し、1試合平均26.9分の出場で、14.3得点、3.1アシスト、2.9リバウンドという成績を残した。チームのユーロカップ優勝に貢献し、UNICSカザンは2021-2022シーズンのユーロリーグ(英語版)出場権を獲得した。
2021年7月7日、チームとの契約更新が発表された。VTBユナイテッドリーグでは12試合に出場し、1試合平均21.1分の出場で、12.8得点、1.8リバウンド、1.2スティール、1.1アシスト、スリーポイント成功率44.0パーセント、ユーロリーグでは24試合に出場し、1試合平均24.0分の出場で、11.8得点、1.8リバウンド、1.3アシスト、スリーポイント成功率41.0パーセントという成績を残していたが、2022年ロシアのウクライナ侵攻による影響もあり、チームを退団することとなった。
2022年7月8日、ユーロリーグとギリシャ・バスケットボールリーグに所属するオリンピアコスBCとの契約が発表された。
2024年6月19日、ユーロリーグとABAリーグに所属するKKツルヴェナ・ズヴェズダへ2年契約で加入すると発表された。

## プレースタイル
スリーポイントを好むガード。元々成功率は高くなかったが、76ers時代の後半から徐々に成功率を上げ、2017年12月22日現在、42.3%と高い水準を記録している。